# Gottfried Ploucquet

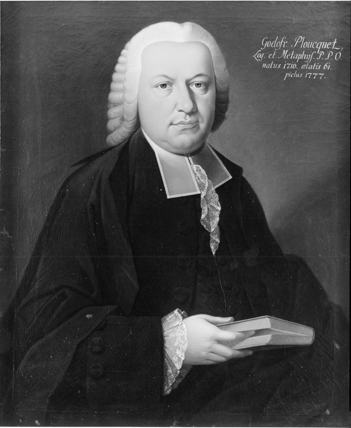
Gottfried Ploucquet

Gottfried Ploucquet (* 25. August 1716 in Stuttgart; † 13. September 1790 in Tübingen) war ein deutscher Philosoph und Logiker. Er galt als einer der bedeutendsten Philosophie- und Logiklehrer seiner Zeit.

## Leben
Ploucquet kam 1716 in Stuttgart als Sohn des Tuchschererobermeisters Gottfried Ploucquet, einem hugenottischen Flüchtling, zur Welt. Er studierte Theologie an der Universität Tübingen (immatrikuliert 5. November 1732) und war ab 1738 zunächst Vikar in Großsachsenheim, Laichingen, Pfäffingen und Frauenzimmern. Danach war er als Hofmeister in Gärtringen beschäftigt, ehe er 1743 die Pfarrstelle in Rötenberg erhielt. 1745 wurde er als Diakon nach Freudenstadt versetzt.
1750 wurde Ploucquet auf den Lehrstuhl für Logik und Metaphysik der philosophischen Fakultät in Tübingen berufen. Zugleich wurde er Administrator des Stipendium Martinianum in Tübingen. Zeitweilig unterrichtete er auch an der Hohen Karlsschule in Stuttgart. Nach einem Schlaganfall im Februar 1782 verbrachte er die letzten acht Jahre seines Lebens „in völligster Zurückgezogenheit“. In seiner Zeit am Tübinger Stift verfasste er einige Abhandlungen über die Metaphysik und mehrere Logikkompendien für seine Studenten. Seit 1749 war er auswärtiges Mitglied der Königlich Preußischen Sozietät der Wissenschaften. Der württembergische Arzt Wilhelm Gottfried Ploucquet war sein Sohn.

## Werke
- (Als Respondent) Diss. theol. qua celeb. Varignonii Demonstratio geometrica possibilitatis transsubstantiationis enervatur. Schramm, Tübingen 1740. (Digitalisat)
- Primaria Monadologiae capita accessionibus quibusdam confirmata et ab objectionibus fortioribus vindicata. In: Dissertation Qui A Remporté Le Prix Proposé Par L'Academie Royale Des Sciences Et Belles Lettres Sur Le Systeme Des Monades : Avec Les Pieces Qui Ont Concouru. Haude & Spener, Berlin 1748, S. 148–248.
- Methodus tractandi infinita in metaphysicis. Haude & Spener, Berlin 1748. (Digitalisat)
- De libero hominis arbitrio ex idea Spiritus deducto (1749)
- Dissertatio de Materialismo, cum supplementis et confutatione libelli: L´homme machine inscripti. Erhardt, Tübingen 1751. (Digitalisat)
- Principia de substantiis et phaenomenis. 1753. (Digitalisat der Ausgabe von 1764 in der Digitalen Bibliothek Mecklenburg-Vorpommern)
- Fundamenta Philosophiae Speculativae. Cotta, Tübingen 1759. (Digitalisat)
- Dissertatio historico-cosmologica de lege continuitatis sive gradationis Leibniziana. (Respondent: Gottfried Wilhelm Kuhn) Schramm, Tübingen 1761. (Digitalisat)
- Methodus Calculandi In Logicis:  Praemittitur Commentatio De Arte Characteristica. Frankfurt 1763 (online).
- Untersuchungen und Abänderunge der logikalischen Constructionen des Herrn Professor Lambert (1765)
- Propositiones Domini Robineti Philosophi Amstelodamensis De Incomprehensibilitate Dei Sub Examen Revocatae (1765) (Digitalisat)
- Institutiones Philosophiae Theoreticae sive De arte cogitandi, notionibus rerum fundamentalibus, Deo, Universo, et speciatim De Homine. Tübingen 1772. (Digitalisat)
- Dissertatio Metaphysica De Momentis Philosophiae Contemplativae In Practicis (1778) (Digitalisat)
- Expositiones Philosophiae Theoreticae. Metzler, Stuttgart 1782. (Digitalisat)

Moderne Ausgaben
- Logik. Hrsg., übersetzt und mit einer Einleitung versehen von Michael Franz. Olms, Hildesheim 2006, ISBN 3-487-13079-3.